# Episernus gentilis
Episernus gentilis is een keversoort uit de familie klopkevers (Anobiidae). De wetenschappelijke naam van de soort is voor het eerst geldig gepubliceerd in 1847 door Rosenhauer.